# Amedei
Amedei är ett företag som framställer choklad. Företagets säte är i Pontedera i Toscana i Italien. Företaget tillverkar såväl chokladkakor som chokladtryfflar och praliner. Deras prisbelönta chokladkakor består av kakaobönor av samma ursprung och sort. En av dess produkter, Amedei Porcelana, är känd som världens dyraste choklad.". Deras kakao kommer från Chuao i Venezuela, och den har kallats världens bästa kakao.